# Distrito sin ley
Distrito sin ley (título original: Angel Town) es una película de acción estadounidense de 1990 dirigida por Eric Karson y protagonizada por Olivier Gruner. También fue su primera película.

## Argumento
Jacques Montaigne es un estudiante de posgrado y experto famoso a nivel mundial en artes marciales. Nació en Francia y vivió en un gueto allí. Un día él se muda a Los Ángeles para estudiar allí y a entrenar un equipo de artes marciales americano. Alquila para ello una habitación en una casa de propiedad de una madre soltera llamada María Ordónez que vive allí con su hijo Martin Ordónez. Sin embargo el barrio de esa casa es temida por la policía y está controlada por una banda callejera local dirigida por Ángel Díaz, especializada en la extorsión, y está tratando de reclutar al hijo de ella. Para ello también buscan aterrorizar a su madre y a él, pero él no se deja atemorizar, se defiende e intenta ayudar a la madre del niño a mantenerlo fuera de la pandilla, ya que le hace acordar a él mismo, cuando tenía que enfrentarse a una pandilla cuando era un niño.
Un día él amenaza y humilla directamente a Ángel por ello en su propia casa. Cuando ocurre, Ángel lo ve como un desafío directo y responde ante la amenaza con una violencia mayor, incluso con el asesinato hasta el punto de incluso atacarlo cerca de la universidad en la que se inmatriculó. Entonces Jacques, con la ayuda de un amigo suyo, que vive en Chinatown, Henry, decide detenerlo con todos los medios que tiene para ello a su disposición. Finalmente todo culmina en un enfrentamiento ante la casa de María después de haber sido ella violada por la banda de Ángel, y que Ángel luego quiere destruir en venganza por la amenaza. 
Martin, que sabe de la violación, se va a su casa con la determinación de evitarlo y Jacques también, mientras que la banda está decidida a destruirla con dinamita aunque mueran por el camino. La situación escala y entonces todos en ambos bandos se reúnen allí y luchan. En ese enfrentamiento la banda es detenida en el intento y todo termina luego con un enfrentamiento directo a muerte entre Martin y Ángel, que está debilitado por la lucha que ocurrió antes. Martin mata a  Ángel en ese enfrentamiento y consigue así vencer con la ayuda de Jacques la ira que tenía dentro por todo lo que Ángel hizo e iba a hacer. Su muerte también es el fin de su banda y todos los involucrados deciden luego ir a su casa, dejar las cosas como están, dejar a Martin y a su familia en paz y no mencionar a otros lo ocurrido, al igual que Martin, Jaques y los suyos.  

## Reparto
- Olivier Gruner - Jacques Montaigne
- Theresa Saldana - Maria Ordonez
- Frank Aragon - Martin Ordonez
- Peter Kwong - Henry
- Mike Moroff - Frank
- Tony Valentino - Angel Díaz
- Lupe Amador - Abuela Ordonez
- Mark Dacascos - Conductor de Stoner

## Recepción
Hoy en día la producción cinematográfica ha sido valorada en portales cinematográficos. En IMDb, con 815 votos registrados, la película obtiene una media ponderada de 5,0 sobre 10. En cuanto a Rotten Tomatoes, los más de 100 votos registrados en el portal dieron a este filme una valoración media de 3,1 de 5. También cabe destacar, que en La Vanguardia los usuarios registrados allí le dieron a la película una aprobación del 62%.